# Doktor Who – seria 11 (2018)
Jedenasta seria nowej wersji (chronologicznie 37.) brytyjskiego serialu science-fiction pt. Doktor Who rozpoczęła się 7 października 2018 roku wraz z premierą odcinka The Woman Who Fell to Earth, a zakończyła się 9 grudnia 2018 odcinkiem Bitwa o Ranskoor Av Kolos. Producentami wykonawczymi tej serii byli Chris Chibnall, Sam Hoyle oraz Matt Strevens.
Jest to pierwsza seria, w której w roli Doktora występuje Jodie Whittaker. W roli towarzyszy Doktora występują Bradley Walsh jako Graham O'Brien, Tosin Cole jako Ryan Sinclair oraz Mandip Gill jako Yasmin Khan. Odcinki tego sezonu stanowią pojedyncze opowieści, bez żadnego motywu łączącego.
Zdjęcia do serii rozpoczęły się w listopadzie 2017 roku, a zakończyły się w sierpniu 2018 roku.
Wyprodukowany został także odcinek specjalny, który zrywając z dotychczasową tradycją został wyemitowany w Nowy Rok, a nie jak dotychczas, w Boże Narodzenie.

## Obsada

### Role główne
W lutym 2017 Steven Moffat, ówczesny producent wykonawczy serialu, powiedział, że Chibnall próbował przekonać odtwórcę tytułowej roli, Petera Capaldiego, do współpracy nad kolejną serią, ale aktor ostatecznie odmówił. Dlatego też Chibnall zdecydował się napisać scenariusz, a dopiero później szukać odpowiedniej osoby do odegrania głównej roli. Chris Chibnall rozpoczął poszukiwania odpowiedniego aktora do roli Doktora w drugiej połowie 2017 roku, po zakończeniu prac nad swoim poprzednim projektem, trzecim sezonem serialu Broadchurch. Rolę Doktora ostatecznie przejęła Jodie Whittaker, co zostało ogłoszone 16 lipca 2017 roku, po finale Wimbledonu, stając się pierwszą kobietą odgrywającą tę postać. Wittaker oficjalnie przejęła rolę w odcinku świątecznym w 2017 roku zatytułowanym Zdarzyło się dwa razy. 
Michelle Gomez, odtwórczyni roli Missy (Mistrza) ogłosiła w maju 2017 roku, że seria dziesiąta będzie ostatnią, w której się pojawi w tej roli. Po zakończeniu emisji dziesiątej serii swoje odejście z serialu ogłosił także Matt Lucas, odtwórca roli Nadorle'a. Z kolei Pearl Mackie, odtwórczyni Bill Potts, swoje odejście z serialu ogłosiła podczas San Diego Comic-Con w 2017 roku, zaznaczając, że ostatnim odcinkiem w jakim wystąpi będzie odcinek świąteczny Zdarzyło się dwa razy. W związku z tym seria jedenasta przedstawia całkowicie nowych towarzyszy Doktora; w skład obsady weszli: Bradley Walsh jako Graham O'Brien, Tosin Cole jako Ryan Sinclair oraz Mandip Gill jako Yasmin Khan.

### Role drugoplanowe
Obsadzono aktorkę Sharon D. Clarke w drugoplanowej roli, jako Grace, żonę Grahama.

### Role gościnne
8 marca 2018 roku Alan Cumming ogłosił, że został obsadzony w jednym z odcinków serialu jako król Jakub I Stuart. Cumming pojawia się w odcinku Łowcy czarownic. 25 marca 2018 roku Lee Mack ogłosił, że pojawi się w jednym z odcinków sezonu. Jeden ze zwiastunów serialu wyjawił, że w jednej z ról obsadzony został Shaun Dooley, który współpracował wcześniej z Chibnallem na planie serialu Broadchurch. Dooley wystąpił w roli Epzo w odcinku Pomnik-widmo.
Inni aktorzy, którzy pojawiają się w odcinkach tego sezonu, to między innymi: Mark Addy, Julie Hesmondhalgh, Shane Zaza, Shobna Gulati, Brett Goldstein, Josh Bowman, Siobhan Finneran, Lois Chimimba, Susan Lynch, Hamza Jeetooa, Art Malik, Suzanne Packer, Vinette Robinson, Amita Suman, Ben Bailey Smith, Phyllis Logan oraz Chris Noth.
6 grudnia 2018 roku ogłoszono, że w odcinku specjalnym wystąpią Charlotte Ritchie jako Lin, Nikesh Patel jako Mitch oraz Daniel Adegboyega jako Aaron.

## Odcinki
Pierwszy raz od sezonu siódmego seria składa się z pojedynczych opowieści, których nie łączy żaden wspólny wątek. The Woman Who Fell to Earth trwa 65 minut. Odcinek specjalny trwa 60 minut. Pozostałe odcinki trwają 50 minut.
| 277               | 1  | The Woman Who Fell to Earth     | –                                    | Jamie Childs      | Chris Chibnall                  | 7 października 2018  | 26 listopada 2018 |
| 278               | 2  | The Ghost Monument              | Pomnik-widmo                         | Mark Tonderai     | Chris Chibnall                  | 14 października 2018 | 27 listopada 2018 |
| 279               | 3  | Rosa                            | Rosa                                 | Mark Tonderai     | Malorie Blackman Chris Chibnall | 21 października 2018 | 3 grudnia 2018    |
| 280               | 4  | Arachnids in the UK             | Pająki                               | Sallie Aprahamian | Chris Chibnall                  | 28 października 2018 | 4 grudnia 2018    |
| 281               | 5  | The Tsuranga Conundrum          | Dylemat Tsurangi                     | Jennifer Perrott  | Chris Chibnall                  | 4 listopada 2018     | 10 grudnia 2018   |
| 282               | 6  | Demons of the Punjab            | Demony w Pendżabie                   | Sallie Aprahamian | Vinay Patel                     | 11 listopada 2018    | 11 grudnia 2018   |
| 283               | 7  | Kerblam!                        | Kerblam!                             | Jamie Childs      | Pete McTighe                    | 18 listopada 2018    | 17 grudnia 2018   |
| 284               | 8  | The Witchfinders                | Łowcy czarownic                      | Jennifer Perrott  | Joy Wilkinson                   | 25 listopada 2018    | 18 grudnia 2018   |
| 285               | 9  | It Takes You Away               | To cię porwie                        | Jamie Childs      | Ed Hime                         | 2 grudnia 2018       | 24 grudnia 2018   |
| 286               | 10 | The Battle of Ranskoor Av Kolos | Bitwa o Ranskoor Av Kolos            | Jamie Childs      | Chris Chibnall                  | 9 grudnia 2018       | 25 grudnia 2018   |
| Odcinek specjalny |    |                                 |                                      |                   |                                 |                      |                   |
| 287               | –  | Resolution                      | Doktor Who: Postanowienie noworoczne | Wayne Yip         | Chris Chibnall                  | 1 stycznia 2019      | 1 stycznia 2019   |

1. ↑  Tytuł polski podany za lektorem polskiej wersji językowej wyprodukowanej na zlecenie BBC.
2. ↑  Tytuł ten w polskiej wersji nie został przetłumaczony.
3. ↑  Tytuł występuje tylko na belkach zapowiadających następny emitowany program na kanale BBC First, nie jest czytany przez lektora

## Produkcja

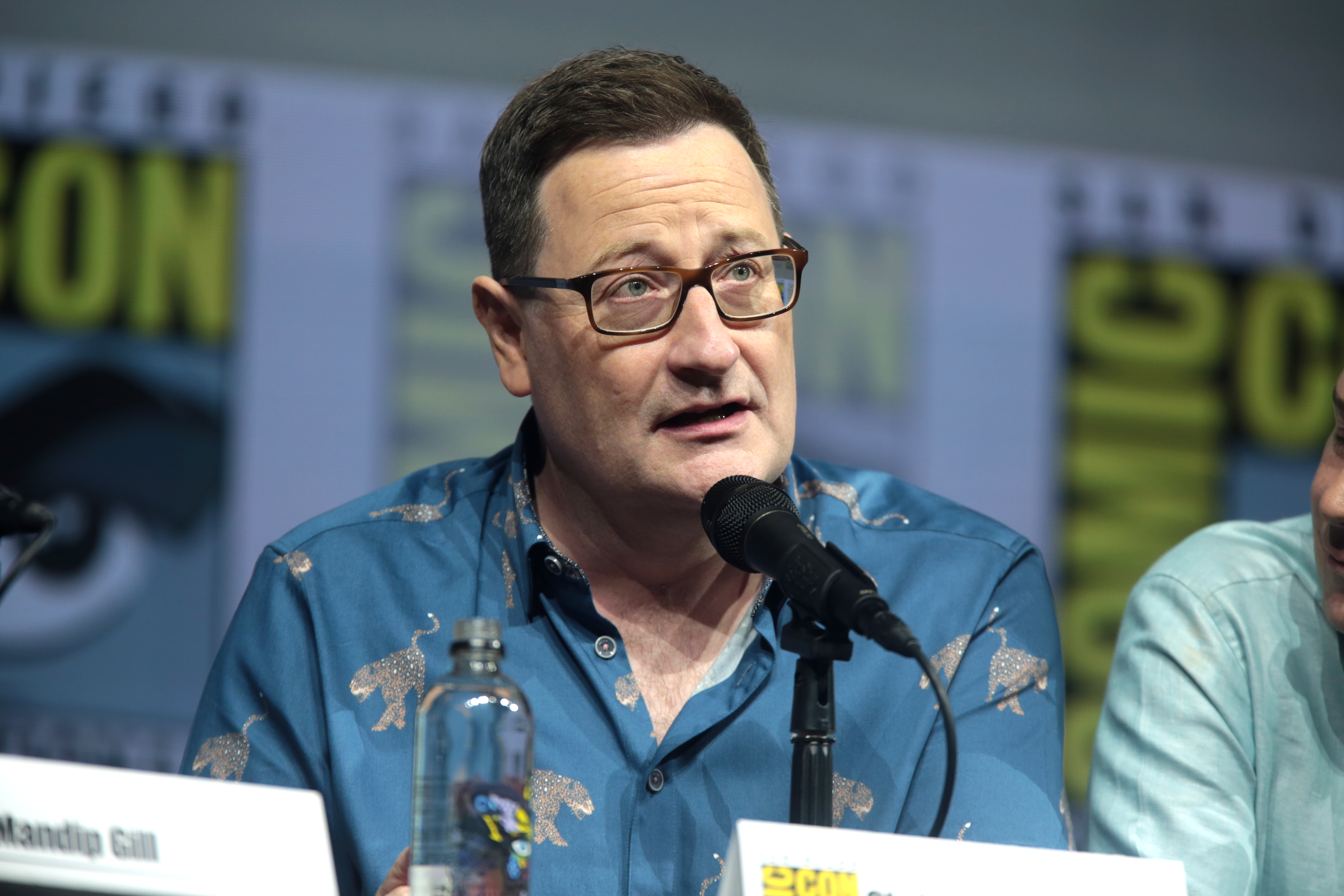
Chris Chibnall na San Diego Comic-Con w 2018 roku.

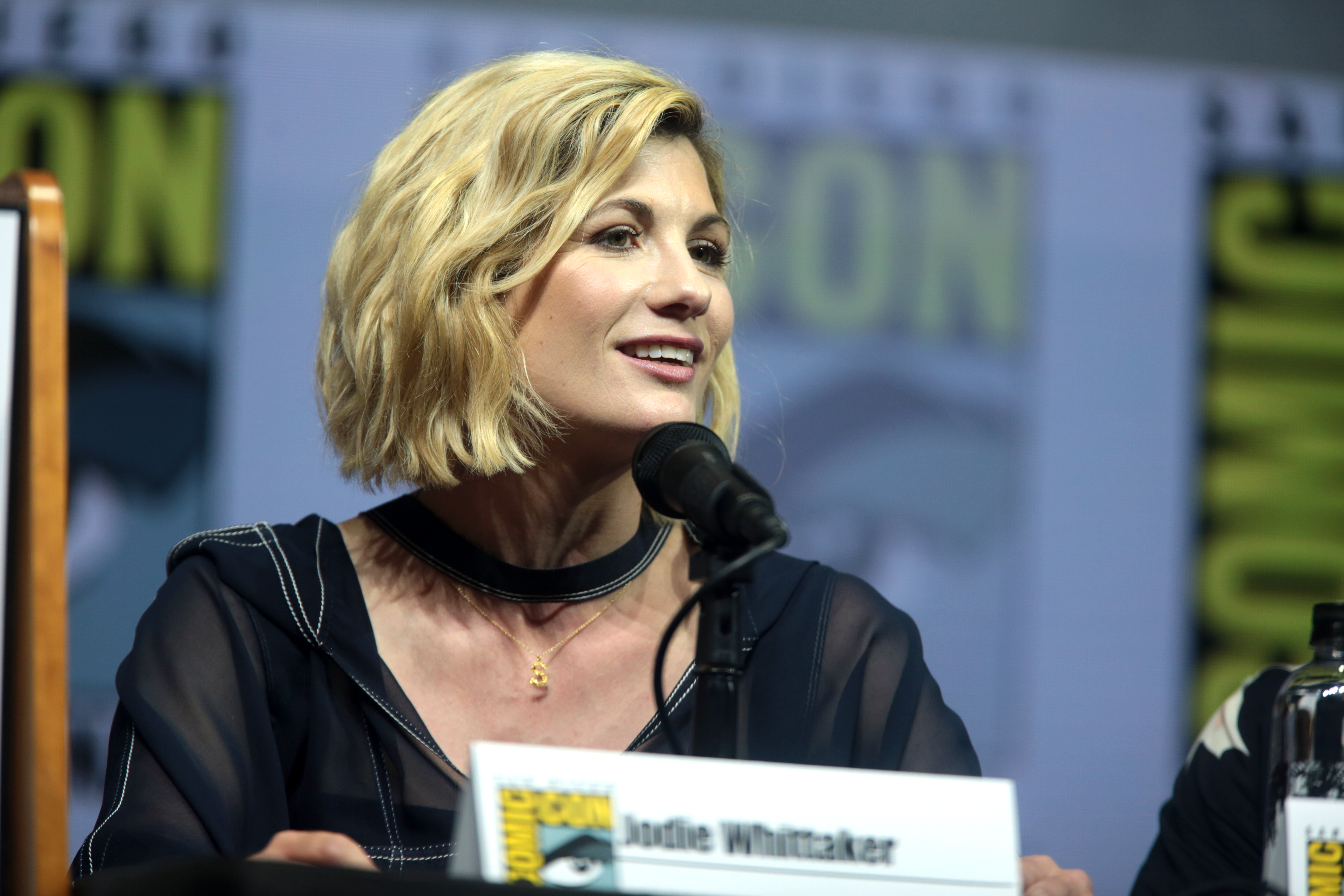
Whittaker na San Diego Comic-Con w 2018 roku.

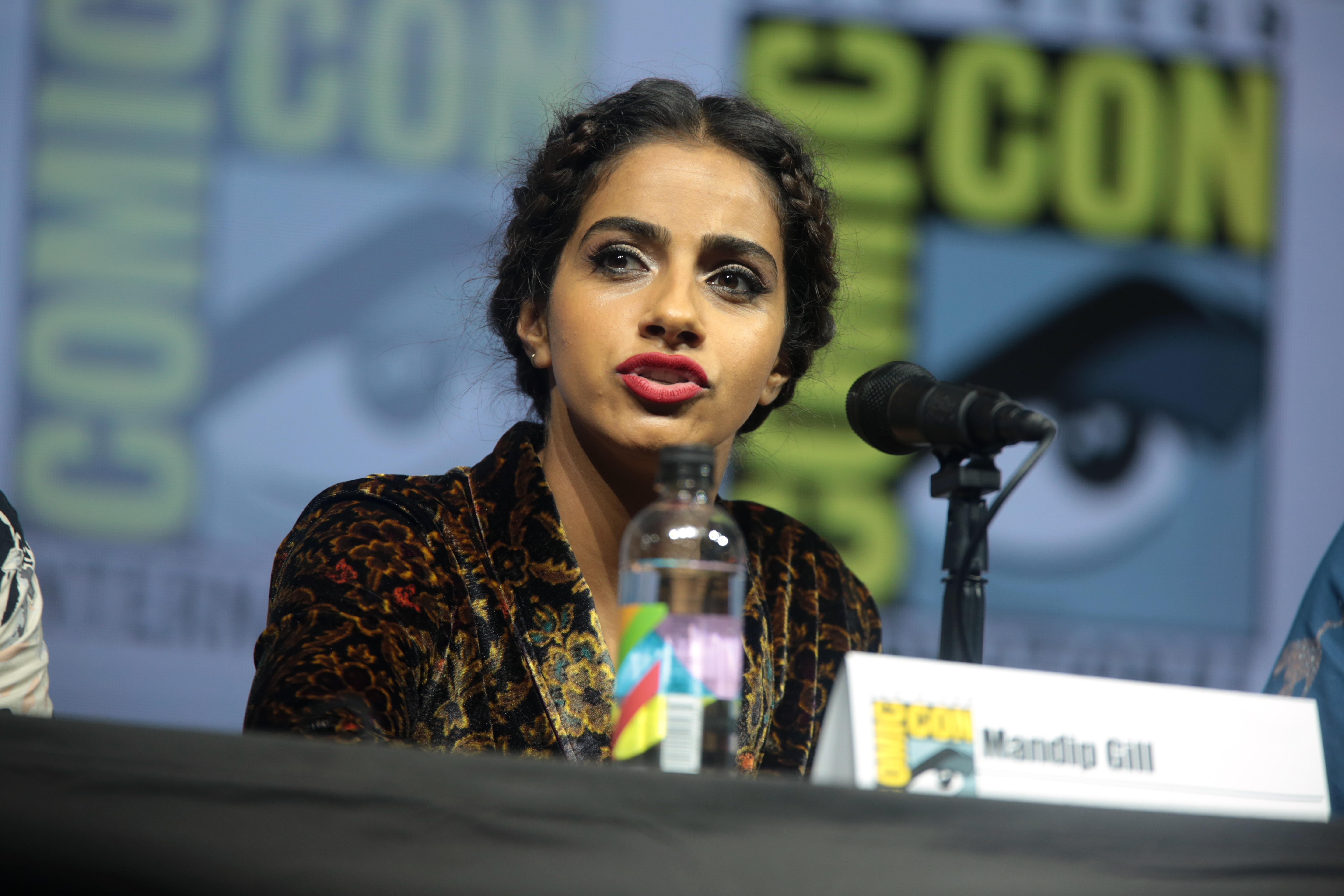
Mandip Gill na San Diego Comic-Con w 2018 roku.

W styczniu 2016 roku pojawiła się informacja, że Steven Moffat rezygnuje ze stanowiska producenta wykonawczego serialu i głównego scenarzysty po wyprodukowaniu dziesiątego sezonu serialu, a jego miejsce zajmie w 2018 roku Chris Chibnall. Ponadto do pracy nad serią zatrudnieni zostali dwaj kolejni producenci wykonawczy: Matt Strevens i Sam Hoyle. Producentami tej serii byli Nikki Wilson oraz Alex Mercer.

### Scenariusz i reżyseria
Ogłaszając swoją rezygnację ze stanowiska Moffat zaznaczył, że nie planuje napisać żadnego scenariusza dla serii jedenastej ani kolejnych.
Chibnall zaznaczył także w jednym z wywiadów, że w serii jedenastej nie pojawią się Dalekowie. Jednakże 25 grudnia 2018 roku BBC za pośrednictwem zwiastuna wyjawiło, że Dalekowie pojawią się jednak w odcinku specjalnym.
W lipcu 2018 roku Chibnall i Strevens w jednym z wywiadów zaznaczyli, że ich głównym priorytetem jest mieć jak najbardziej zróżnicowany zespół produkcyjny. W związku z tym wśród scenarzystów zatrudnionych do napisania odcinków jedenastego sezonu znajdują się po raz pierwszy w historii przedstawiciele mniejszości rasowych i etnicznych, w tym dwie kobiety i trzech mężczyzn; odcinki sezonu zostały rozdzielone po równo pomiędzy reżyserów każdej z płci, a także wszyscy montażyści zatrudnieni przy produkcji poza jednym są kobietami.
Reżyserem pierwszego bloku produkcyjnego, obejmującego odcinek The Woman Who Fell to Earth oraz Kerblam! został Jamie Childs; był on również reżyserem klipu wyjawiającego tożsamość trzynastej inkarnacji Doktora. Był on reżyserem także piątego bloku produkcyjnego, na który składają się odcinki The Battle of Ranskoor Av Kolos oraz To cię porwie.
Reżyserem drugiego bloku produkcyjnego, obejmującego odcinki Pomnik-widmo oraz Rosa został Mark Tonderai.
Sallie Aprahamian wyreżyserowała odcinki Pająki oraz Demony w Pendżabie składające się na trzeci blok produkcyjny.
Reżyserem czwartego bloku produkcyjnego, obejmującego odcinki Dylemat Tsurangi oraz Łowcy czarownic była Jennifer Perrott.
Nazwiska wszystkich scenarzystów i reżyserów zostały opublikowane w sierpniowym numerze Doctor Who Magazine w 2018 roku. Scenariusze do serii napisali: Vinay Patel, Malorie Blackman, Joy Wilkinson, Ed Hime i Pete McTighe.
Producenci wykonawczy zapowiedzieli, że oprócz dziesięciu odcinków składających się na jedenastą serię serialu, wyprodukowany został także jeszcze odcinek specjalny, który jednak nie zostanie wyemitowany jak do tej pory w Boże Narodzenie, tylko z Nowy Rok. 8 grudnia 2018 roku ogłoszono, że odcinek specjalny został zatytułowany Resolution. Scenariusz do odcinka został napisany przez Chibnalla, reżyserem został Wayne Yip.

### Zdjęcia
Zdjęcia do serii rozpoczęły się w listopadzie 2017 roku, a zakończyły się 3 sierpnia 2018.
Po raz pierwszy w historii serialu zdjęcia zostały wykonane przy wykorzystaniu soczewek anamorfotycznych.
Część zdjęć do sezonu wykonano w Park Hill w Sheffield.
Zdjęcia do odcinka Pomnik-widmo zostały wykonane w Republice Południowej Afryki w styczniu 2018 roku. Zdjęcia do trzeciego odcinka sezonu, zatytułowanego Rosa, również zostały wykonane w Południowej Afryce.
Zdjęcia do odcinka Demony w Pendżabie zostały częściowo wykonane w Grenadzie w Hiszpanii.

### Efekty specjalne
Milk VFX, firma, która dotychczas zajmowała się tworzeniem efektów specjalnych dla serialu, została zastąpiona firmą Double Negative (DNEG), która zajmowała się poprzednio takimi projektami jak Blade Runner 2049, Thor: Ragnarok czy Czarna Pantera.
Nowe logo serialu zostało zaprezentowane przez BBC Worldwide 20 lutego 2018 roku. Za stworzenie nowego logo odpowiedzialna jest firma Little Hawk, która stworzyła także drugie, mniejsze logo dla serialu w podobnym stylu do pierwszego. Nowe logo oraz nowa czołówka serialu pojawiła się po raz pierwszy dopiero w drugim odcinku serialu. Czołówki nie zawiera również odcinek Resolution.

### Ścieżka dźwiękowa
W lutym 2018 roku podczas konwentu Gallifrey One w Los Angeles, kompozytor tworzący muzykę do serialu od jego powrotu na ekrany w 2005 roku, Murray Gold, ogłosił, że nie będzie w żaden sposób zaangażowany w produkcję serii jedenastej. 26 czerwca 2018 roku producent wykonawczy serialu, Chris Chibnall, ogłosił, że ścieżka dźwiękowa do jedenastej serii serialu zostanie skomponowana przez Seguna Akinolę, absolwenta Royal Birmingham Conservatoire.
12 grudnia 2018 roku wydano utwór zatytułowany „Thirteen” za pośrednictwem serwisu YouTube. Cała ścieżka dźwiękowa została wydana 11 stycznia 2019 roku zarówno na nośnikach CD jak i za pośrednictwem digital download przez Silva Screen Records.

## Promowanie sezonu
Pierwszy klip przedstawiający Jodie Whittaker w roli Doktora został wyemitowany 15 lipca 2018 roku podczas finału Mistrzostw Świata w Piłce Nożnej. Klip ten dzień później został opublikowany także za pośrednictwem oficjalnej strony internetowej serialu oraz serwisu YouTube.
19 lipca 2018 roku Whittaker, Gill, Cole, Chibnall oraz Strevens promowali serial podczas panelu na San Diego Comic-Con, na którym zaprezentowano także pierwszy zwiastun jedenastej serii.
7 sierpnia 2018 pojawiła się informacja, że w produkcji znajduje się skecz Doktora Who na potrzeby charytatywnego wydarzenia Children in Need. Skecz ten został wyemitowany 16 listopada 2018 roku i przedstawia 9-letnią Annę Mark cierpiącą na mukowiscydozę, która razem z bratem Alexem odwiedza plan zdjęciowy serialu oraz spotyka Gill, Cole, Walsha oraz Whittaker.
Drugi zwiastun sezonu został opublikowany 20 września 2018 roku.
24 września 2018 w Sheffield, w Wielkiej Brytanii, zostało zorganizowane spotkanie aktorów z fanami połączone z prapremierą pierwszego odcinka sezonu. Na spotkaniu byli obecni Jodie Whittaker, Bradley Walsh, Mandip Gill, Tosin Cole oraz Chris Chibnall.
9 grudnia 2018 roku opublikowano zwiastun odcinka specjalnego, natomiast 25 grudnia opublikowano zmodyfikowaną wersję tego zwiastuna. 29 grudnia 2019 opublikowano krótki klip z aktorami opowiadającymi o odcinku specjalnym.

## Przedpremierowe przecieki materiałów
W 25 czerwca 2018 roku, za pośrednictwem forum internetowego Tapatalk do sieci wyciekła scena z serii jedenastej z udziałem trzynastej Doktor. W obawie przed kolejnymi przeciekami materiałów przed ich oficjalną premierą, BBC Studios zdecydowało się na poszukiwania źródła przecieku. W związku z tym BBC wystąpiło do Sądu Federalnego Stanów Zjednoczonych o uzyskanie od firmy Microsoft wszelkich informacji dotyczących tożsamości osoby, która dopuściła się naruszenia własności firmy.
W lipcu 2018 roku do sieci wyciekły zdjęcia ujawniające nowy wygląd TARDIS, zaprojektowany na potrzeby serii jedenastej.
Użytkownikom korzystającym z usługi Amazon Prime w Stanach Zjednoczonych w wyniku błędu udostępniono odcinek Łowcy czarownic kilka dni przed swoją oficjalną premierą; kiedy użytkownicy próbowali  za pośrednictwem serwisu obejrzeć odcinek Kerblam!, zamiast niego wyświetlał się odcinek Łowcy czarownic. Błąd ten jednak zauważono i naprawiono jeszcze przed premierą tego odcinka w telewizji.

## Emisja
Seria miała swoją premierę 7 października 2018 roku na BBC One. Pierwszy raz w historii programu odcinki były wyświetlane w niedziele, jako że BBC zdecydowało się przenieść wyświetlanie premierowych odcinków z dotychczasowego sobotniego przedziału czasowego.
Pierwszy odcinek w dniu premiery w Wielkiej Brytanii obejrzało 10,96 miliona widzów i był to odcinek z zanotowaną najwyższą oglądalnością spośród odcinków tego sezonu. Średnia oglądalność całej serii wyniosła 7,957 miliona widzów.
Pierwszy odcinek sezonu, The Woman Who Fell to Earth, został także wyświetlony w kinach; w Brazylii 7 października 2018 roku, w Rosji w dniach 7 i 8 października 2018, 8 października 2018 roku na terenie Australii, oraz w Stanach Zjednoczonych w dniach 10-11 października 2018.
Resolution jest jedynym odcinkiem Doktora Who, który został wyemitowany w 2019 roku.
Odcinek Resolution w momencie premiery oglądało 5,15 miliona widzów, co stanowiło 22,4% wszystkich oglądających telewizję tego wieczora w Wielkiej Brytanii i było czwartym najchętniej oglądanym programem tego dnia. Ostatecznie wyniki oglądalności tego odcinka wyniosły 6,95 miliona widzów. W brytyjskim Appreciation Index (Indeksie ocen) odcinek ten osiągnął 80 punktów (na 100).

## Oceny krytyków
Seria została pozytywnie przyjęta przez krytyków. W serwisie Rotten Tomatoes seria otrzymała od krytyków 92% świeżości na podstawie 39 recenzji. W serwisie Metacritic średnia ocena krytyków tego sezonu wyniosła 78 na 100 punktów na podstawie dziesięciu recenzji, była najszerzej dyskutowaną serią roku i została uznana za 35. najlepszą serię roku.
Kaitlin Thomas pochwaliła pasję i energię jaką Jodie Whittaker włożyła w kreowaną przez ją postać, ale stwierdziła, że niewystarczająco dużo pracy zostało włożone w rozwój towarzyszy Doktora, wskazując na to, że po czterech odcinkach wiadomo o nich niewiele więcej niż na samym początku. Liz Shannon Miller z Indiewire również krytykowała serię za niemalże znikomy rozwój postaci towarzyszy.
David Herron uznał Doktora Whittaker za dobrą kreację, podkreślał jednakże, że seria nieco na siłę stara się podkreślać koncepcje sprawiedliwości społecznej.
Sabastian Astley z UCL Film and TV Society opisał tę serię jako swojego rodzaju reboot ze względu na bardzo drastyczne zmiany w obsadzie zarówno aktorskiej jak i produkcyjnej. Chwalił zarówno scenografię, muzykę jak i grę Whittaker, jednak krytykował serię za scenariusz i chaotyczny przebieg opowieści, za co winił styl pisarski Chibnalla.
Widzowie z kolei serię odebrali negatywnie. W serwisie Metacritic średnia ocena widzów tego sezonu wyniosła 2,5 na 10 punktów na podstawie 424 recenzji. Widzowie wskazywali w swych recenzjach na kiepsko napisane scenariusze, brak rozwoju postaci, nadmierne przepełnienie koncepcjami sprawiedliwości społecznej i ostrą propagandą społeczną i polityczną. Użytkownicy serwisu Rotten Tomatoes ocenili serię na 21% świeżości na podstawie 7535 recenzji.

## Nagrody i nominacje
Scena wyjawiająca tożsamość trzynastego Doktora została nominowana do nagrody BAFTA TV w kategorii Virgin’s Must-See Moments.
Serial był nominowany do nagrody Satelita w kategorii najlepszy serial gatunkowy. Oprócz tego Jodie Whittaker została nominowana w kategorii najlepsza aktorka w serialu dramatycznym.
Nominacje na ceremonii National Television Awards w 2019 roku otrzymał Doktor Who w kategorii najlepszy serial, natomiast Jodie Whittaker została nominowana w kategorii najlepszy występ w serialu.
Odcinki Demony w Pendżabie oraz Rosa zostały nominowane do nagrody Hugo w kategorii najlepsza prezentacja dramatyczna (krótka forma).
Seria otrzymała trzy nominacje do nagrody BAFTA Cymru: Jodie Whittaker za rolę Doktora w kategorii najlepsza aktorka, Arwel Wyn Jones za projekt wnętrza TARDIS dla serii jedenastej w kategorii najlepsza scenografia, a serial został nominowany w kategorii najlepszy serial telewizyjny.

## Wersja na DVD i Blu-ray
Seria jedenasta została wydana na DVD i Blu-ray 14 stycznia 2019 roku w regionie 2, 29 stycznia 2019 roku w regionie 1 oraz 6 lutego 2019 roku w regionie 4.
Odcinek specjalny zatytułowany Resolution został wydany na DVD i Blu-ray 18 lutego 2019 roku w regionie 2.

## Adaptacje książkowe
| Tytuł            | Autor adaptacji | Data wydania  | Źródło  |
| ---------------- | --------------- | ------------- | ------- |
| The Witchfinders | Joy Wilkinson   | 23 lipca 2020 | [ 126 ] |